# Ramonia interjecta
Ramonia interjecta är en lavart som beskrevs av Coppins. Ramonia interjecta ingår i släktet Ramonia och familjen Gyalectaceae.  Arten är reproducerande i Sverige. Inga underarter finns listade i Catalogue of Life.